# 流山站
流山站（日语：／ Nagareyama eki */?）位於日本千葉縣流山市流山一丁目，是流鐵流山線的總站，車站編號為RN6。

## 歷史
- 1916年（大正5年）3月14日 - 車站啟用。
- 1937年（昭和12年）12月25日 - 車站大規模改建。
- 1979年（昭和54年）12月26日 - 車站棚屋延伸。
- 1986年（昭和61年）3月15日 - 為祝賀總武長山電氣鐵路70週年，此站開出了裝飾列車。
- 2007年（平成19年）11月30日 - 站內店舖停止營業。

## 車站構造
此站有一面島式月台，一號線後方為列車檢查區，二號線月台後方則為死胡同，列車大多數時間利用一號線月台。

### 月台配置
| 月台 | 路線    | 目的地   | 備註         |
| ---- | ------- | -------- | ------------ |
| 1    | ●流山線 | 馬橋方向 |              |
| 2    | ●流山線 | 馬橋方向 | 只限早晚使用 |

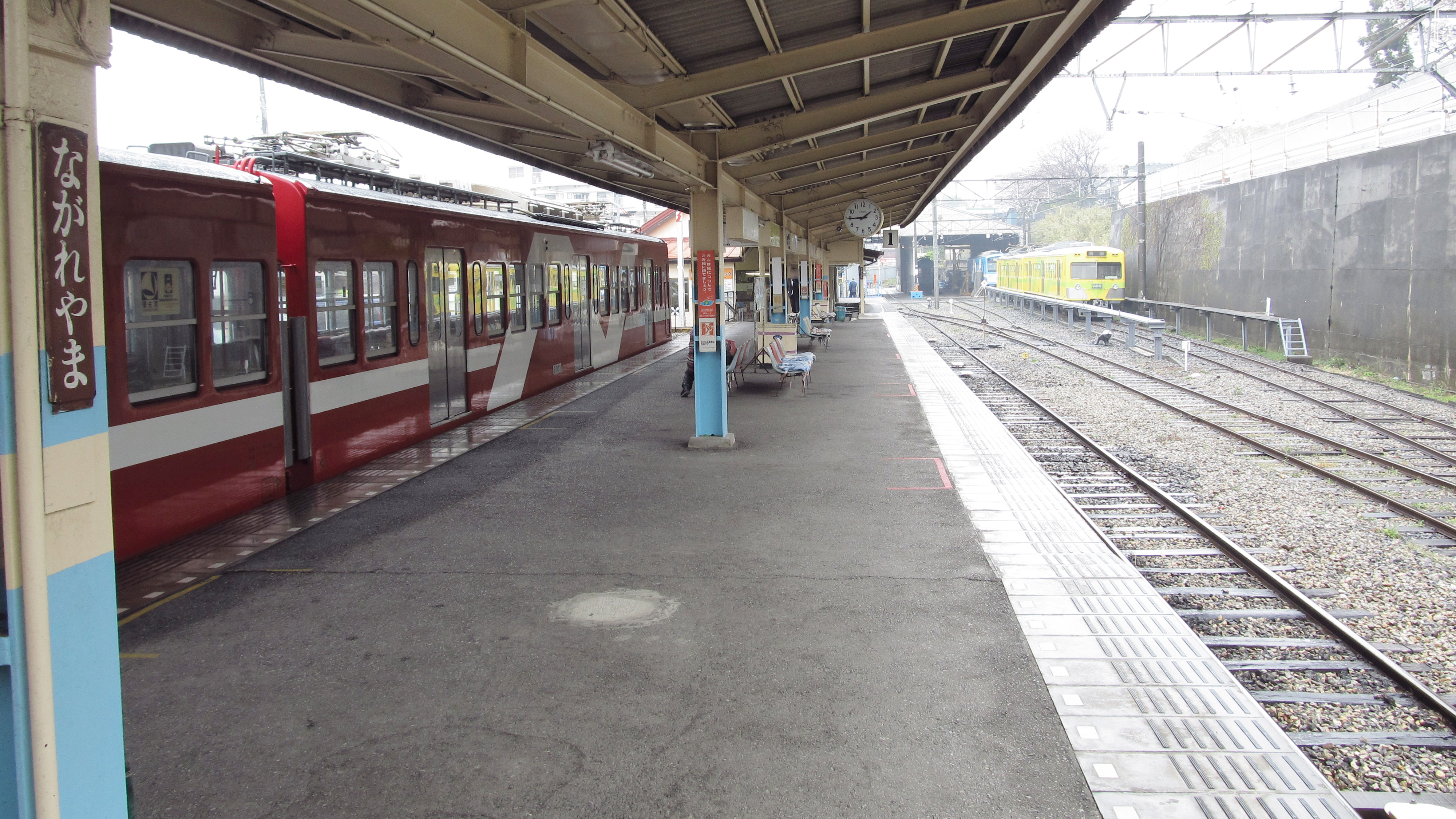
月台（2013年3月）
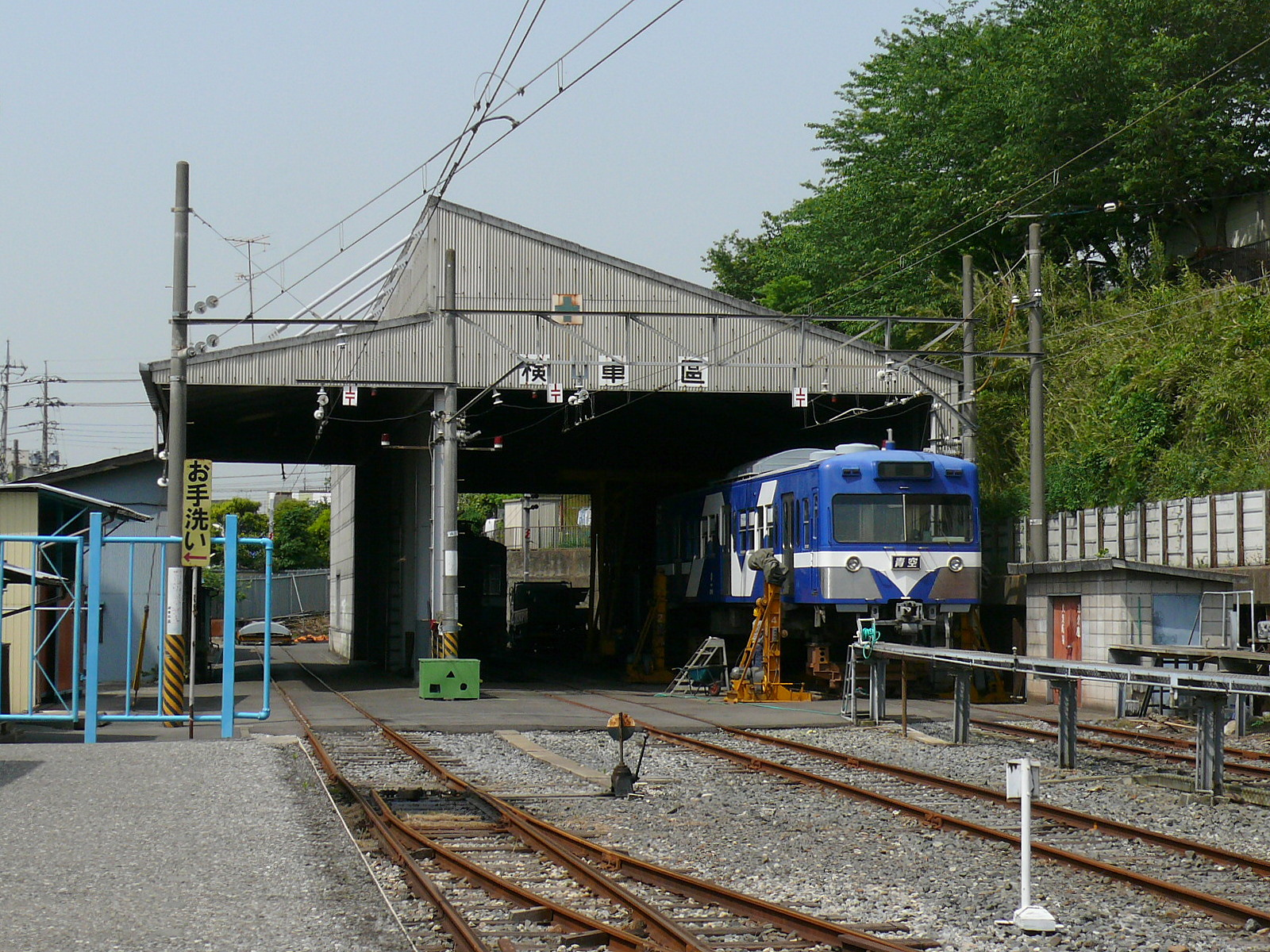
車站構內設立的檢車區（2008年5月）

## 使用情況
2017年（平成29年）度一日平均上車人次為1,408人，流鐵6個車站當中排行第3位。近年有減少傾向，首都圈新都市鐵道筑波快線流山中央公園站開業的2005年至2006年上車人次下跌了近1,000人。而流山中央公園站的一日平均上車人次為4,707人（2017年度）。
近年的1日平均上車人次如下。
| 年度               | 1日平均 上車人次 |
| ------------------ | ---------------- |
| 1990年（平成02年） | 3,836            |
| 1991年（平成03年） | 3,968            |
| 1992年（平成04年） | 4,071            |
| 1993年（平成05年） | 4,215            |
| 1994年（平成06年） | 4,153            |
| 1995年（平成07年） | 4,055            |
| 1996年（平成08年） | 4,058            |
| 1997年（平成09年） | 4,070            |
| 1998年（平成10年） | 4,090            |
| 1999年（平成11年） | 3,915            |
| 2000年（平成12年） | 3,894            |
| 2001年（平成13年） | 3,930            |
| 2002年（平成14年） | 3,876            |
| 2003年（平成15年） | 3,814            |
| 2004年（平成16年） | 3,701            |
| 2005年（平成17年） | 2,648            |
| 2006年（平成18年） | 1,785            |
| 2007年（平成19年） | 1,648            |
| 2008年（平成20年） | 1,592            |
| 2009年（平成21年） | 1,484            |
| 2010年（平成22年） | 1,422            |
| 2011年（平成23年） | 1,401            |
| 2012年（平成24年） | 1,418            |
| 2013年（平成25年） | 1,431            |
| 2014年（平成26年） | 1,369            |
| 2015年（平成27年） | 1,467            |
| 2016年（平成28年） | 1,420            |
| 2017年（平成29年） | 1,408            |
| 2018年（平成30年） | 1,404            |

## 相鄰車站
流鐵
■流山線
平和台（RN5）－流山（RN6）

## 外部連結
- 流山站 （页面存档备份，存于）